# Pinchas Zukerman

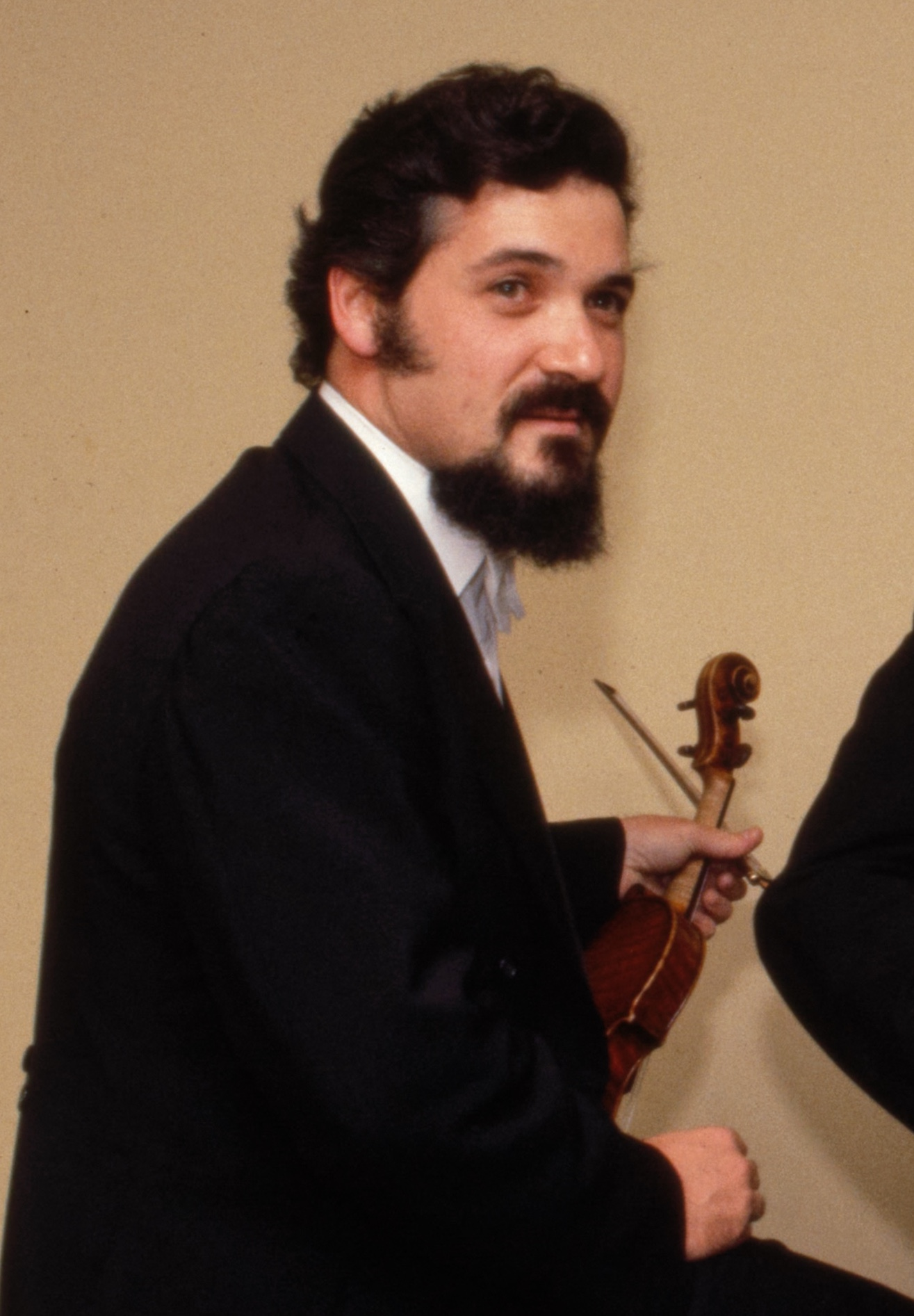
Pinchas Zukerman (1980)

Pinchas Zukerman (hebräisch פנחס צוקרמן, pinˈχaːs ˈtsukeʁman, * 16. Juli 1948 in Tel Aviv) ist ein israelischer Violinist, Bratschist und Dirigent.

## Leben
Pinchas Zukermans Eltern überlebten das Warschauer Ghetto und das Konzentrationslager Auschwitz. Von seinem Vater Yehuda Zukerman erhielt er Klarinettenunterricht, bevor er im Alter von acht Jahren zur Violine fand. Zunächst wurde er am Israelischen Konservatorium in Tel Aviv ausgebildet. Eine amerikanisch-israelische Stiftung ermöglichte ihm dann, seine Ausbildung an der Musikakademie in Tel Aviv fortzusetzen. Er studierte bei Ilona Feher. 1961 lernte er während des ersten Israel-Festivals Pablo Casals und Isaac Stern kennen. Auf ihren Rat ging er 1962 nach New York City, um dort an der Juilliard School of Music bei Ivan Galamian zu studieren. In New York gab Zukerman 1963 sein Debüt.
1967 wurde er zusammen mit der koreanischen Geigerin Kyung Wha Chung Co-Sieger der Leventritt International Competition. 1969 debütierte er in Europa. Von da an nahm seine internationale Karriere als Violinist und als Bratschist einen steilen Aufschwung, ab 1971 auch als Dirigent, vor allem mit dem English Chamber Orchestra. 1977 spielte er mit dem Chicago Symphony Orchestra unter Daniel Barenboim das Violinkonzert von Ludwig van Beethoven.
Von 1980 bis 1987 war Zukerman Dirigent des St. Paul Chamber Orchestra. Von 1998 bis 2015 war er Chefdirigent des National Arts Centre Orchestra in Ottawa.

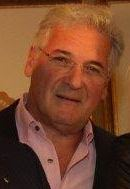
Zukerman (2014)

Bekannt wurden seine gemeinsamen Auftritte mit dem Geiger Itzhak Perlman, auch diverse Kammermusikaufnahmen wie z. B. die Klaviertrios von Franz Schubert mit dem Pianisten Vladimir Ashkenazy und dem Cellisten Lynn Harrell. Eine enge und sehr lange freundschaftliche und musikalische Beziehung verbindet Zukerman mit dem Dirigenten und Pianisten Daniel Barenboim, was zu zahlreichen gemeinsamen Schallplattenaufnahmen und Konzerten führte.
Außerdem wirkte er in der Verfilmung von Friedrich Dürrenmatts Kriminalroman Der Richter und sein Henker mit, in der er den Geiger im Hause Gastmanns spielte.

## Privates
Zukerman war von 1968 bis 1985 in erster Ehe mit der amerikanischen Flötistin Eugenia Rich Zukerman, in zweiter Ehe 1985 bis 1998 mit der Schauspielerin Tuesday Weld verheiratet. Er lebt seit 2004 in dritter Ehe mit der kanadischen Cellistin Amanda Forsyth zusammen.

## Kontroverse
Im Juni 2021 geriet Zukerman medial und in Online-Foren in die Kritik aufgrund rassistischer Kommentare gegenüber Japanern, Koreanern und Chinesen. Dabei sagte er unter anderem, dass Koreaner nicht singen könnten, dies fehlende Talent in ihrer DNS liege, und es mit Japanern genauso sei. Zukerman entschuldigte sich später für seine Aussagen und sagte, er habe eine wertvolle Lektion gelernt und dass er es zukünftig besser machen werde.